# Kilan
Kilan este un oraș din Iran.